# Paula Kania
Paula Maria Kania-Choduń (Sosnowiec, 6 novembre 1992) è una tennista polacca inattiva dal 2022.

## Biografia
Paula Kania è nata da Paweł e Zadzisława Kania il 6 novembre 1992 a Sosnowiec, Polonia. Ha anche una sorella, Zuzanna. Ha iniziato a giocare a tennis all'età di sette anni e la sua superficie preferita è il cemento. Le piace ascoltare musica e leggere. Ha rivelato di ammirare particolarmente Martina Hingis. È diventata professionista nel 2008. La sua ambizione è quella di entrare nella Top 10 del ranking WTA.

## Carriera
Paula Kania ha vinto un titolo WTA in doppio, cinque ITF in singolare e quattordici in doppio. Il 15 giugno 2015, ha raggiunto il best ranking posizionandosi al numero 128. Il 2 maggio 2016, invece, ha raggiunto la posizione numero 58 nel ranking di doppio.
Nei tornei dello Slam ha ottenuto come miglior risultato il terzo turno durante il Roland Garros 2015 in coppia con Janette Husárová.

## Statistiche WTA

### Doppio

#### Vittorie (1)
| Legenda               |
| --------------------- |
| Grande Slam (0)       |
| Ori Olimpici (0)      |
| WTA Finals (0)        |
| WTA Elite Trophy (0)  |
| Premier Mandatory (0) |
| Premier 5 (0)         |
| Premier (0)           |
| International (1)     |
| WTA 125s (0)          |

| N. | Data              | Torneo                  | Superficie | Compagna       | Avversarie in finale         | Punteggio |
| 1. | 15 settembre 2012 | Tashkent Open, Tashkent | Cemento    | Polina Pechova | Anna Čakvetadze Vesna Dolonc | 6-2, rit. |

#### Sconfitte (5)
| Legenda               |
| --------------------- |
| Grande Slam (0)       |
| Argenti Olimpici (0)  |
| WTA Finals (0)        |
| WTA Elite Trophy (0)  |
| Premier Mandatory (0) |
| Premier 5 (0)         |
| Premier (1)           |
| International (4)     |
| WTA 125s (0)          |

| N. | Data              | Torneo                               | Superficie    | Compagna           | Avversarie in finale                  | Punteggio         |
| 1. | 20 luglio 2014    | Istanbul Cup, Istanbul               | Cemento       | Oksana Kalašnikova | Misaki Doi Elina Svitolina            | 4-6, 0-6          |
| 2. | 3 agosto 2014     | Bank of the West Classic, Stanford   | Cemento       | Kateřina Siniaková | Garbiñe Muguruza Carla Suárez Navarro | 2-6, 6-4, [5-10]  |
| 3. | 31 luglio 2015    | WTA Brasil Tennis Cup, Florianópolis | Terra rossa   | María Irigoyen     | Annika Beck Laura Siegemund           | 3-6, 6(1)-7       |
| 4. | 20 settembre 2015 | Coupe Banque Nationale, Québec       | Sintetico (i) | María Irigoyen     | Barbora Krejčíková An-Sophie Mestach  | 6-4, 3-6, [10-12] |
| 5. | 29 aprile 2016    | Sparta Prague WTA, Praga             | Terra rossa   | María Irigoyen     | Margarita Gasparjan Andrea Hlaváčková | 4-6, 2-6          |

## Risultati in progressione
| Sigla | Risultato               |
| ----- | ----------------------- |
| V     | Vincitore               |
| F     | Finalista               |
| SF    | Semifinalista           |
| O     | Oro olimpico            |
| A     | Argento olimpico        |
| SF    | Bronzo olimpico         |
| QF    | Quarti di Finale        |
| 4T    | Quarto turno            |
| 3T    | Terzo turno             |
| 2T    | Secondo turno           |
| 1T    | Primo turno             |
| RR    | Round Robin             |
| LQ    | Turno di qualificazione |
| A     | Assente                 |
| ND    | Non disputato           |

| Legenda superfici    |
| -------------------- |
| Cemento              |
| Terra battuta        |
| Erba                 |
| Superficie variabile |

### Singolare nei tornei del Grande Slam
| Torneo          | 2014 | 2015 | V--S |
| --------------- | ---- | ---- | ---- |
| Australian Open | A    | A    | 0-0  |
| Open di Francia | A    |      | 0-0  |
| Wimbledon       | 1T   |      | 0-1  |
| US Open         | 1T   |      | 0-1  |
| Totale          | 0-2  | 0-0  | 0-2  |

### Doppio nei tornei del Grande Slam
| Torneo          | 2014 | 2015 | V--S |
| --------------- | ---- | ---- | ---- |
| Australian Open | A    | A    | 0-0  |
| Open di Francia | A    |      | 0-0  |
| Wimbledon       | A    |      | 0-0  |
| US Open         | 2T   |      | 1-1  |
| Totale          | 1-1  | 0-0  | 1-1  |

### Doppio misto nei tornei del Grande Slam
Nessuna partecipazione